# Buhta Holodnaja
Die Buhta Holodnaja (englische Transkription von russisch Бухта Холодная Buchta Cholodnaja, deutsch ‚Kalte Bucht‘) ist eine Bucht an der Lars-Christensen-Küste des ostantarktischen Mac-Robertson-Lands.
Russische Wissenschaftler benannten sie.